# Марта Аргерич
Марта Аргерич је концертна пијанисткиња из Аргентине.

## Младост
Рођена је 5. јуна 1941. године у Буенос Ајресу, у Аргентини. Клавир је почела да свира са три године, а већ са осам година је имала свој први солистички концерт, на коме је извела Бетовенов Клавирски концерт бр. 1, у C – duru.
Када се преселила у Европу 1955. године, Марта је почела да ради са познатим пијанистом Фридрихом Гулдом у Аустрији. Њени професори касније били су и Артуро Бенедети Микеланђели и Стефан Ашкенази. Микеланђели јој је био од велике помоћи када је у двадесетој години упала у уметничку кризу.
Када је имала 16 година, Марта је учествовала на Интернационалном музичком такмичењу у Женеви (Geneva International Music Competition) и на Интернационалном такмичењу „Феручо Бузони“. Иако је временски размак између ова два такмичења био само три недеље, на оба такмичења освојила је прву награду. Прву награду освојила је и на седмом Интернационалном пијанистичком такмичењу „Фредерик Шопен“ у Варшави 1965. године.
Исте године настали су и њени први снимци, на којима је свирала дела Шопена, Брамса, Равела, Прокофјева и Листа. Сматра се да је њена техника свирања толико добра да је често упоређују са Владимиром Хоровицем. Иако неки критичари тврде да Марта можда претерује у динамици и темпу, њено свирање карактерише страственост и јединствен тон.
После 1980. Марта Аргерич ретко је наступала соло, јер се, како је сама изјавила, осећала усамљено на позорници. Много више наступала је у пратњи оркестра или као члан камерних састава. Нарочито су успешна њена извођења композиција двадесеог века, посебно дела Рахмањинова, Месијана и Прокофјева.
Марта Аргерич пуно се ангажује како би помогла и афирмисала младе музичаре. Често је и члан жирија важнијих пијанистичких такмичења. Иако се о њој не зна пуно, због њене аверзије према новинарима и публицитету, она се сматра једном од највећих пијанисткиња данашњице.

## Приватни живот
Марта Аргерич је била удата три пута. Прво је била удата за диригента Роберта Чена, са којим има ћерку виолисткињу Лиду Чен – Аргерич. Њихов брак је окончан 1964. године. Од 1969. до 1973. године је била у браку са диригентом Чарлсом Дутуа, са којим има ћерку Ани Дутуа. Седамдесетих се удала за Стивена Ковачевича и имају ћерку Стефани.
Када је у питању њено здравље, 1990. године јој је дијагностикован малигни меланом, који је 1995. године метастазирао на њена плућа. Подвргла се терапији у Институту за лечење рака „Сент Џонс “  где је успешно излечена.

## Награде
Марта Аргерич је добитник многобројних награда, а неке од њих су:
- Интернационално такмичење „Феручо Бузони“ (Ferruccio Busoni International Competition): прва нагдара
- Интернационално музичко такмичење у Женеви (Geneva International Music Competition): прва награда
- Интернационално такмичење „Фредерик Шопен“: прва награда
- Греми награду је примила 2005. године за најбоље извођење камерне музике композитора Прокофијева и Равела, коју изводи заједи са руским пијанистом Михаилом Плетневом.
- Греми награда за најбоље извођење са оркестром.
- Орден излазећег сунца.

## Галерија
- Марта Аргерич и Данијел Баренбојм
- Марта Аргерич у Позоришту Колон, Буенос Ајрес